# Megachile garleppi
Megachile garleppi är en biart som beskrevs av Heinrich Friese 1904. Megachile garleppi ingår i släktet tapetserarbin, och familjen buksamlarbin. Inga underarter finns listade i Catalogue of Life.